# Zlatko Junuzović
Zlatko Junuzović (Loznica, Mačva, Serbia, 26 de septiembre de 1987) es exfutbolista austríaco. Jugaba como centrocampista y desde junio de 2022 es segundo entrenador del F. C. Liefering.

## Trayectoria
El 30 de enero de 2012 se confirmó su traspaso al Werder Bremen por 400 000 euros.
Al término de la temporada 2021-22 se retiró y pasó a ejercer de segundo entrenador en el F. C. Liefering.

## Estadísticas

### Clubes
Actualizado al último partido disputado de su carrera.
| Club                            | Div.          | Temporada     | Liga  | Liga  | Copas nacionales | Copas nacionales | Copas internacionales | Copas internacionales | Total | Total |
| Club                            | Div.          | Temporada     | Part. | Goles | Part.            | Goles            | Part.                 | Goles                 | Part. | Goles |
| ------------------------------- | ------------- | ------------- | ----- | ----- | ---------------- | ---------------- | --------------------- | --------------------- | ----- | ----- |
| Grazer A. K. · Austria          | 1.ª           | 2004-05       | 4     | 0     | 0                | 0                | —                     | —                     | 4     | 0     |
| Grazer A. K. · Austria          | 1.ª           | 2005-06       | 33    | 4     | 1                | 0                | 4                     | 1                     | 38    | 5     |
| Grazer A. K. · Austria          | 1.ª           | 2006-07       | 34    | 5     | 2                | 0                | —                     | —                     | 36    | 5     |
| Grazer A. K. · Austria          | Total club    | Total club    | 71    | 9     | 3                | 0                | 4                     | 1                     | 78    | 10    |
| S. K. Austria Kärnten · Austria | 1.ª           | 2007-08       | 28    | 3     | 0                | 0                | —                     | —                     | 28    | 3     |
| S. K. Austria Kärnten · Austria | 1.ª           | 2008-09       | 29    | 1     | 1                | 1                | —                     | —                     | 30    | 2     |
| S. K. Austria Kärnten · Austria | Total club    | Total club    | 57    | 4     | 1                | 1                | 0                     | 0                     | 58    | 5     |
| F. K. Austria Viena · Austria   | 1.ª           | 2009-10       | 30    | 6     | 2                | 1                | 8                     | 0                     | 40    | 7     |
| F. K. Austria Viena · Austria   | 1.ª           | 2010-11       | 33    | 9     | 3                | 1                | 3                     | 1                     | 39    | 11    |
| F. K. Austria Viena · Austria   | 1.ª           | 2011-12       | 19    | 6     | 2                | 1                | 12                    | 0                     | 33    | 7     |
| F. K. Austria Viena · Austria   | Total club    | Total club    | 82    | 21    | 7                | 3                | 23                    | 1                     | 112   | 25    |
| Werder Bremen · Alemania        | 1.ª           | 2011-12       | 15    | 0     | 0                | 0                | —                     | —                     | 15    | 0     |
| Werder Bremen · Alemania        | 1.ª           | 2012-13       | 30    | 3     | 1                | 0                | —                     | —                     | 31    | 3     |
| Werder Bremen · Alemania        | 1.ª           | 2013-14       | 26    | 2     | 1                | 0                | —                     | —                     | 27    | 2     |
| Werder Bremen · Alemania        | 1.ª           | 2014-15       | 33    | 6     | 2                | 0                | —                     | —                     | 35    | 6     |
| Werder Bremen · Alemania        | 1.ª           | 2015-16       | 30    | 4     | 3                | 0                | —                     | —                     | 33    | 4     |
| Werder Bremen · Alemania        | 1.ª           | 2016-17       | 30    | 4     | 1                | 1                | —                     | —                     | 31    | 5     |
| Werder Bremen · Alemania        | 1.ª           | 2017-18       | 24    | 2     | 2                | 0                | —                     | —                     | 26    | 2     |
| Werder Bremen · Alemania        | Total club    | Total club    | 188   | 21    | 10               | 1                | 0                     | 0                     | 198   | 22    |
| Red Bull Salzburgo · Austria    | 1.ª           | 2018-19       | 21    | 4     | 4                | 1                | 10                    | 1                     | 35    | 6     |
| Red Bull Salzburgo · Austria    | 1.ª           | 2019-20       | 23    | 3     | 4                | 1                | 7                     | 0                     | 34    | 4     |
| Red Bull Salzburgo · Austria    | 1.ª           | 2020-21       | 25    | 1     | 5                | 0                | 9                     | 1                     | 39    | 2     |
| Red Bull Salzburgo · Austria    | 1.ª           | 2021-22       | 12    | 1     | 2                | 0                | 1                     | 0                     | 15    | 1     |
| Red Bull Salzburgo · Austria    | Total club    | Total club    | 81    | 9     | 15               | 2                | 27                    | 2                     | 123   | 13    |
| Total carrera                   | Total carrera | Total carrera | 479   | 64    | 36               | 7                | 54                    | 4                     | 569   | 75    |

## Palmarés

### Títulos nacionales
| Título          | Club               | País    | Año  |
| --------------- | ------------------ | ------- | ---- |
| Copa de Austria | Red Bull Salzburgo | Austria | 2019 |
| Bundesliga      | Red Bull Salzburgo | Austria | 2019 |
| Copa de Austria | Red Bull Salzburgo | Austria | 2020 |
| Bundesliga      | Red Bull Salzburgo | Austria | 2020 |
| Copa de Austria | Red Bull Salzburgo | Austria | 2021 |
| Bundesliga      | Red Bull Salzburgo | Austria | 2021 |
| Bundesliga      | Red Bull Salzburgo | Austria | 2022 |
| Copa de Austria | Red Bull Salzburgo | Austria | 2022 |